# Speiredonia obscura
Speiredonia obscura là một loài bướm đêm thuộc họ Erebidae. Loài này có ở Ấn Độ, Sri Lanka, Myanmar, Đài Loan, quần đảo Andaman, Thái Lan, Campuchia, Việt Nam, Philippines, Palawan, từ Sundaland về phía đông tới Úc, quần đảo Bismarck, quần đảo Solomon, quần đảo Loyalty, Nouvelle-Calédonie, Marianas, miền tây Carolines.